# 小行星5602
小行星5602（英語：5602）是一颗围绕太阳公转的小行星。1991年11月4日，上田清二、金田宏在钏路市发现了此天体。
这颗小行星的绝对星等为110.1715694291148等。